# 1728 az irodalomban

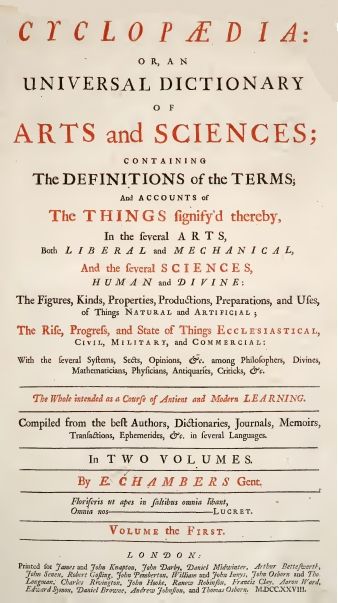
A Cyclopaedia címlapja (1728)

Az 1728. év az irodalomban.

## Új művek

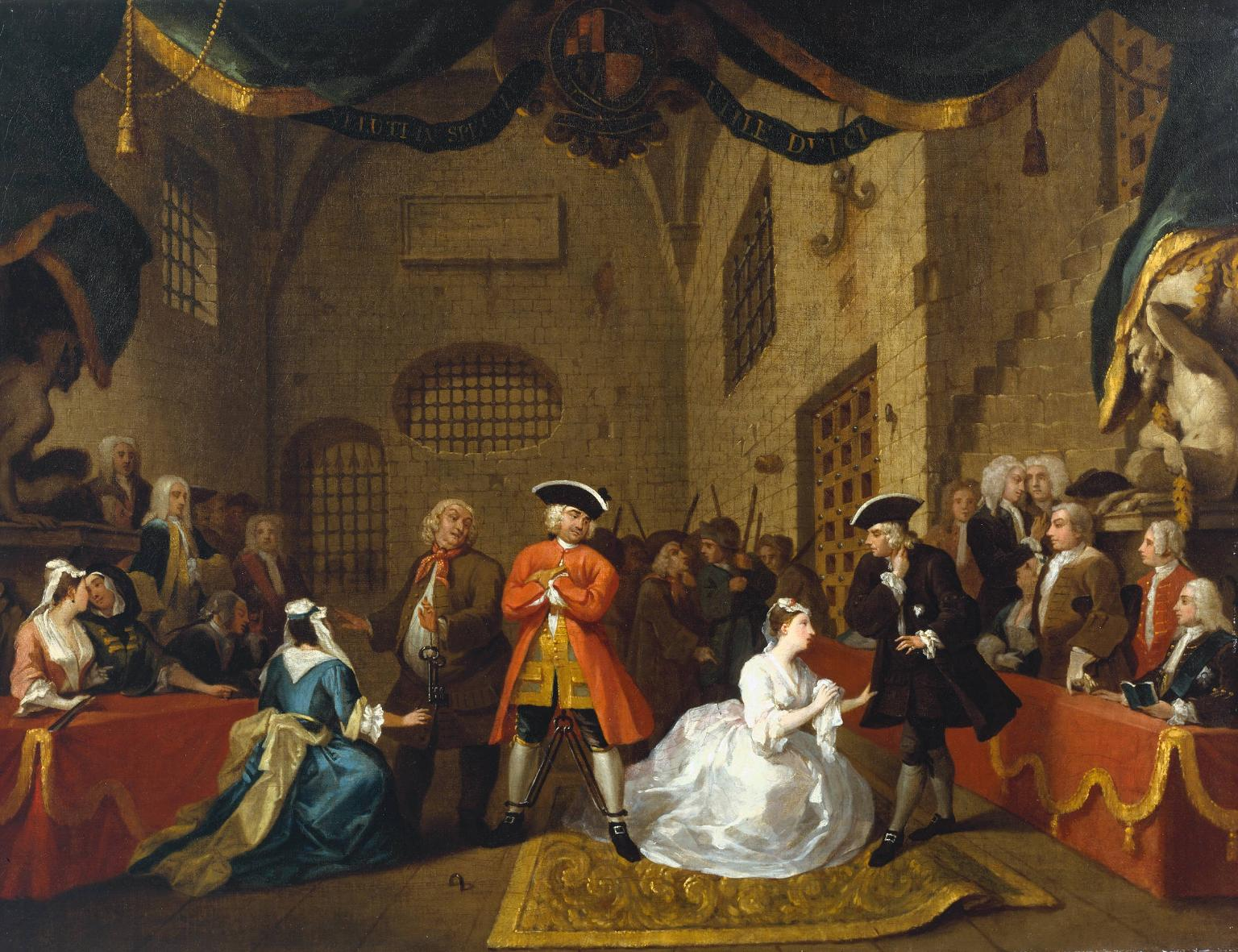
William Hogarth festménye a Koldusopera előadásáról

- Ephraim Chambers angol író enciklopédiája: Cyclopaedia, or a Universal Dictionary of Arts and Sciences.
- Megjelenik Voltaire elbeszélő költeménye: La Henriade; már 1723-ban is megjelent, de más címmel és kisebb terjedelemben.
- James Thomson skót költő The Seasons (Az évszakok) című nagy költeményének harmadik része (Spring).

### Színházi bemutatók
- John Gay Koldusopera (The Beggar’s Opera) című művének bemutatója.

## Születések

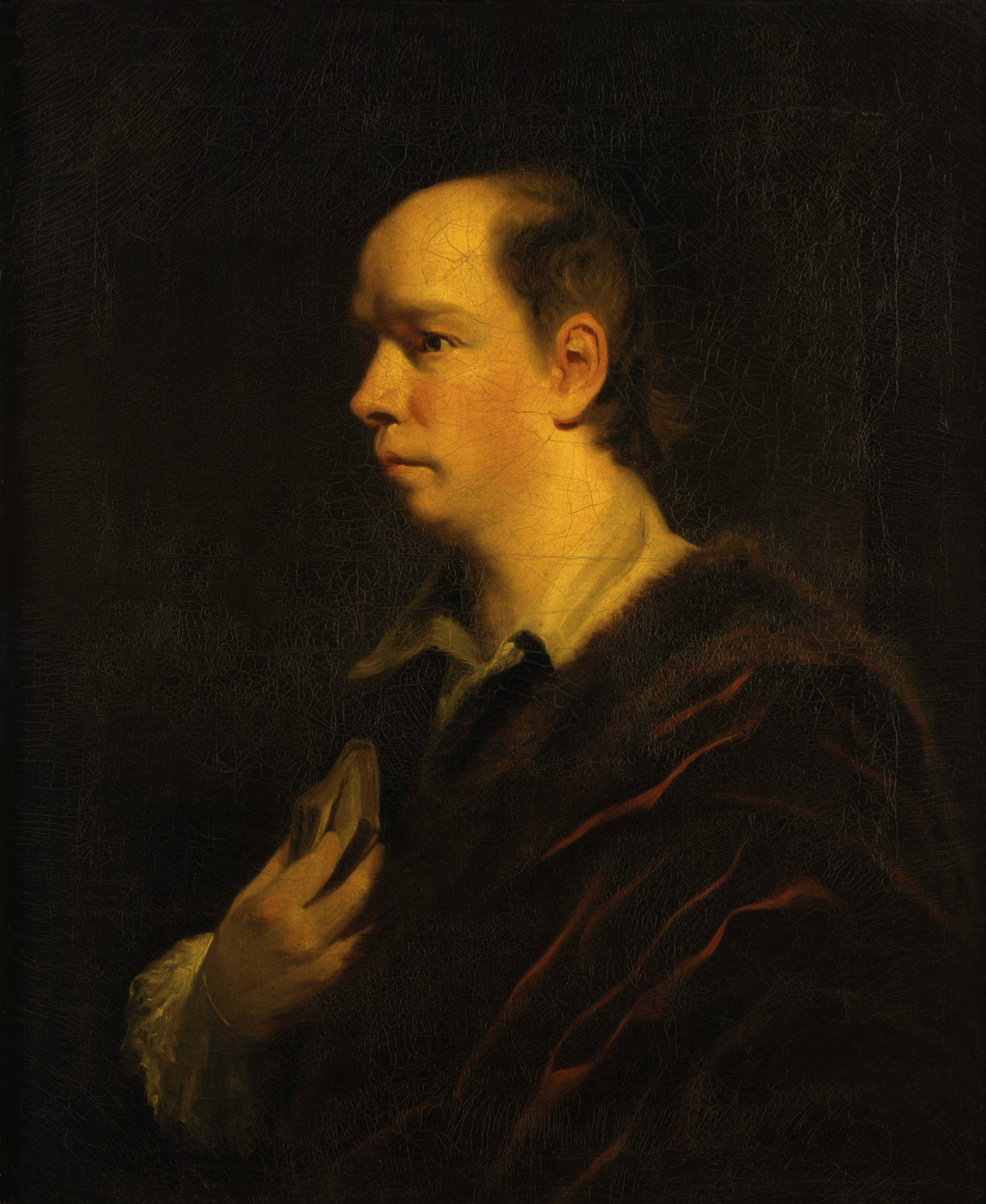
Oliver Goldsmith

- november 10. – Oliver Goldsmith angol-ír költő, regényíró és orvos, többek között A wakefieldi lelkész (The Vicar of Wakefield) szerzője († 1774)

## Halálozások
- február 13. – Cotton Marther amerikai puritán egyházfi, lelkész, termékeny író, a Yale Egyetem egyik megalapítója (* 1663)
- március 8.– Giovanni Mario Crescimbeni olasz irodalmár, költő és irodalomkritikus, az első jelentős nemzeti irodalomtörténet (Istoria della volgar poesia, 1698) írója[1] (* 1663)